# (5039) Rosenkavalier
(5039) Rosenkavalier est un astéroïde de la ceinture principale.

## Description
(5039) Rosenkavalier est un astéroïde de la ceinture principale. Il fut découvert le 11 avril 1967 à Tautenburg par Freimut Börngen. Il présente une orbite caractérisée par un demi-grand axe de 3,02 UA, une excentricité de 0,05 et une inclinaison de 11,4° par rapport à l'écliptique.
L'astéroïde est nommé en hommage à Richard Strauss (1864-1949), l'un des plus importants compositeurs d'opéra du XXe siècle, auteur notamment de Der Rosenkavalier.

## Compléments